# Резвератрол
Ресвератро́л — фітоалексин, що в природних умовах виробляється кількома рослинами за умов інфікування бактеріями або грибами. Фітоалексини — антибактеріальні та протигрибкові речовини, що виробляються рослинами у відповідь на інфікування патогенами. Ресвератрол також може бути отриманий за допомогою хімічного синтезу . Він також продається як біологічно активна добавка.
Ресвератрол має корисний вплив на здоров'я людини та тварин. Повідомляють про його дію проти раку, вірусних інфекцій, старіння, протизапальну дію та ефект збільшення тривалості життя, хоча багато з цих результатів отримані на тваринах (наприклад, щурах) і не були підтверджені на людині.
Ресвератрол міститься в шкірці червоного винограду і червоному вині, але, за результатами досліджень на тваринах, у занадто малих кількостях, щоби цим пояснити «французький парадокс» — відносно низьку частоту серцевих хвороб у жителів півдня Франції, незважаючи на високе споживання насичених жирів.